# Booby Island (Queensland)
Booby Island (Kaurareg: Ngiangu) is het meest westelijk eiland in de Straat Torres in Queensland, Australië. In 1835 werd het tweede maritieme postkantoor van Australië geopend in een grot op het eiland. In 1890 werd er een vuurtoren gebouwd. De vuurtoren werd in 1992 geautomatiseerd. Sindsdien is het eiland onbewoond. De Kaurareg, de inheemse bevolking van Straat Torres, hebben rotstekeningen in de grotten achtergelaten.

## Geschiedenis
In mei 1756 werd het eiland voor het eerst vermeld door Jean Gonzal van het Nederlandse schip Rijder en Rijdereiland genoemd. Op 23 augustus 1770 werd het eiland voor de eerste keer bezocht door de Britse ontdekkingsreiziger James Cook die het Booby Island noemde naar de bruine genten op het eiland. In 1814 werd een grot gebruikt als brievenbus. In 1822 werd een vlaggenstok bij de grot geplaatst en in 1835 werd de grot een officieel maritiem postkantoor.
Booby Island was volledig begroeid. Vanaf 1868 werd er guano (vogelpoep) gemijnd. Tegen het einde van de 19e eeuw was het eiland een kale vlakte.

## Vuurtoren
Het water rond Booby Island was gevaarlijk en veel schepen zijn rond het eiland gezonken. Na 1822 werd er door de overheid een provisiepost gesticht voor schipbreukelingen. In 1890 werd op het eiland een 18 meter hoge vuurtoren gebouwd. Het dak van de vuurtoren is van koper. Voor de vuurtorenwachters en hun gezinnen werden vier huizen gebouwd. De Kaurareg meden het eiland, omdat er volgens de legende een jonge vrouw was achtergelaten die een heks werd en mannen naar het ongeluk lokte. In 1992 werd de vuurtoren geautomatiseerd en werd het eiland verlaten.

## Galerij

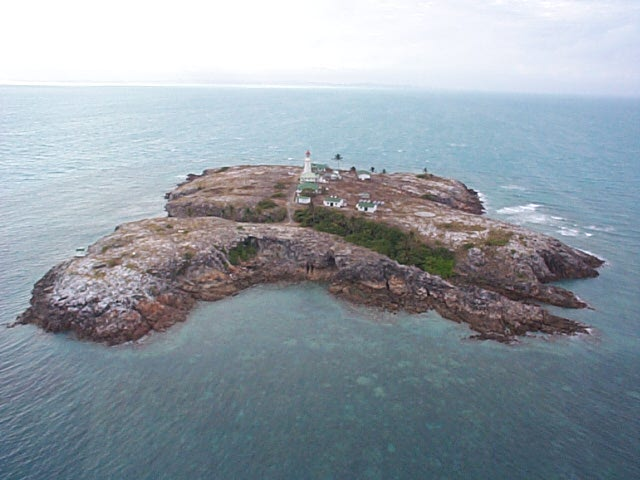
Booby Island vanaf het westen (1997)
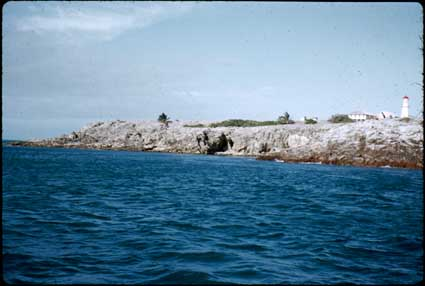
Postman's Cave (1957)
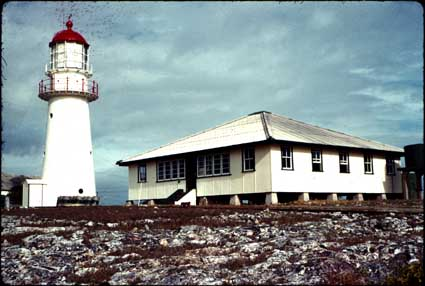
Vuurtoren met woning (1957)
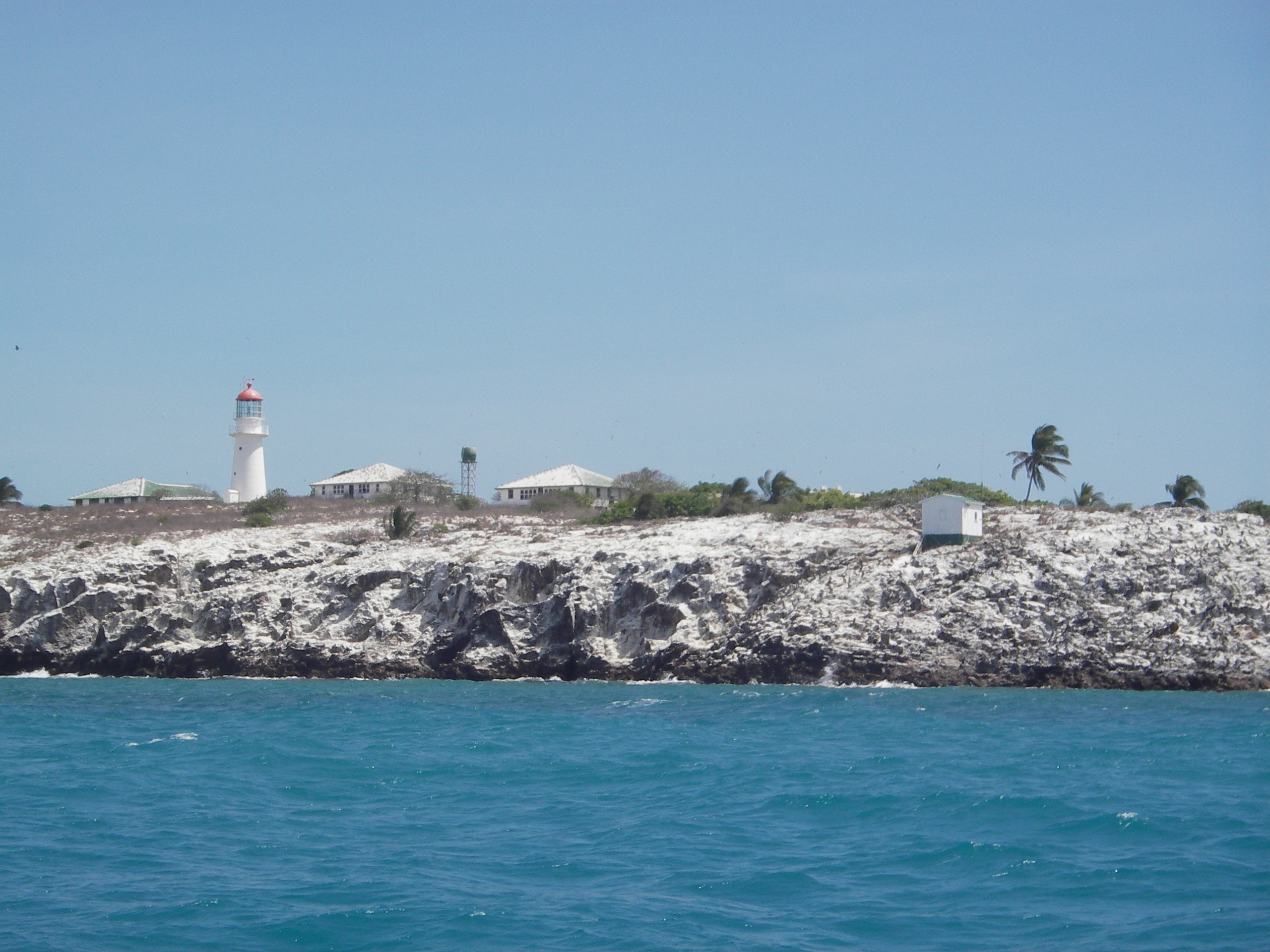
Booby Island vanaf de zee